# Онуфрій (Березовський)
Онуфрій (у миру Орест Володимирович Березовський; нар. 5 листопада 1944, Коритне, Чернівецька область, УРСР) — церковний діяч, предстоятель УПЦ (МП) (із 13 серпня 2014). Громадянин Росії.
Єпархіальний архієрей Київської єпархії УПЦ (МП). Митрополит УПЦ (МП) (із 17 серпня 2014 року)[⇨].
Війну з Росією називає «братським кровопролиттям», призначення Константинопольським Патріархом екзархів у Київ назвав грубим втручанням до внутрішніх справ УПЦ МП.
Після повномасштабного вторгнення РФ до України закликав президента Росії Путіна припинити війну, і заявив про підтримку української армії.

## Життєпис
Народився 5 листопада 1944 в с. Коритне (нині Вижницького району) Чернівецької області, будучи третьою дитиною в сім'ї місцевого священника (старші брати — Віктор та Іван, молодша сестра — Ліда).
Рід Березовських має давньоруське (давньоукраїнське) шляхетське походження, належав до гербу Сас, відомий з часів Королівства Русі Березовським належали соляні копальні в давньоруському селі Березів, де існував василіянський монастир ще до 1241 року.
Сім'я жила в малій дерев'яній хатині з двох кімнат на околиці села. Сусіди згадують, що Березовські були дещо заможнішими за інших. Для прикладу, їхня хата була покрита бляхою, коли в решти людей — соломою. Батьків Ореста, бабу Юлю та отця Володимира, у селі згадують як надзвичайно добрих людей. «Може, вони й могли придбати собі краще помешкання, бо вшістьох у малій хатині було, звичайно, тісно. Але батьки Ореста ніколи не дбали про матеріальне. Та навіть більше, дуже часто Березовські допомагали іншим грошима, харчами. Тож усі знали, що це — добрі люди».. Орест у дитинстві щодня пас корову, допомагав на городі, а у школі був веселуном і бешкетником, при цьому вчився на відмінно. Щороку на різдвяні свята ходив колядувати.
Після закінчення середньої школи (1961) навчався в Чернівецькому технічному училищі. З 1964 розпочав трудову діяльність у будівельних організаціях Чернівців.
1966 р. вступив на загальнотехнічний факультет Чернівецького університету.
Для усієї родини та й селян шоком став священницький вибір Ореста. «Ніхто у Коритному й подумати не міг, що цей веселун колись стане священнослужителем… У селі розповідають, що в юності у майбутнього отця сталася трагедія в особистому житті: мовляв, кохана дівчина чи то покинула його, чи вийшла заміж за іншого — Орест про це не розповідав нікому. Буцімто саме після цього він і вирішив присвятити життя Церкві».
1969 року після закінчення третього курсу університету Орест був зарахований на другий курс Московської духовної семінарії, яку закінчив у 1972. Того ж року вступив до Московської духовної академії, яку закінчив 1988 зі ступенем кандидата богослов'я.
З решти сім'ї Березовських священником став тільки брат Іван (хоча спершу шоферував у колгоспі). Сестра Лідія працювала на сувенірній фабриці, а брат Віктор — на заводі в Чернівцях.
Родинна хата Березовських, куди навіть будучи архієреєм, часто навідувався тепер уже владика Онуфрій (Орест), і далі заселена. Тут живе сім'я одного з племінників. «У села Онуфрій завжди приїжджає з хором. Служить панахиду, читає проповіді. А після цього ми накриваємо для гостей стіл. Владика дуже любить кулешу і білий борщ — такий, як колись варила його мама, баба Юля. Він їсть тільки прості домашні страви, тому вгодити йому нескладно», — каже Марія Березовська, дружина племінника.

### Іноцтво
Ще будучи семінаристом, у 1970 став послушником Троїце-Сергієвої Лаври де, паралельно з навчанням, пізнавав тонкощі чернечого життя, ніс різного роду послух: співав на кліросі, стояв за свічником, був келейником намісника.
18 березня 1971 як послушник прийняв чернечий постриг з ім'ям Онуфрій на честь Прп. Онуфрія Великого. 20 червня того ж року був висвячений у ієродиякона. А 29 травня 1972 — рукоположений в ієромонаха.
У 1980 возведено в сан ігумена.
28 серпня 1984 призначений настоятелем «Спасо-Преображенського храму» Афонського представництва в селі Лукино (станція «Передєлкіно» Московської області).
З 28 червня 1985 — благочинний Троїце-Сергієвої лаври.
На Різдво 1986 возведений у сан архімандрита. А з 1988 став намісником Свято-Успенської Почаївської Лаври, де прослужив до листопада 1990.

### Архієрейське служіння

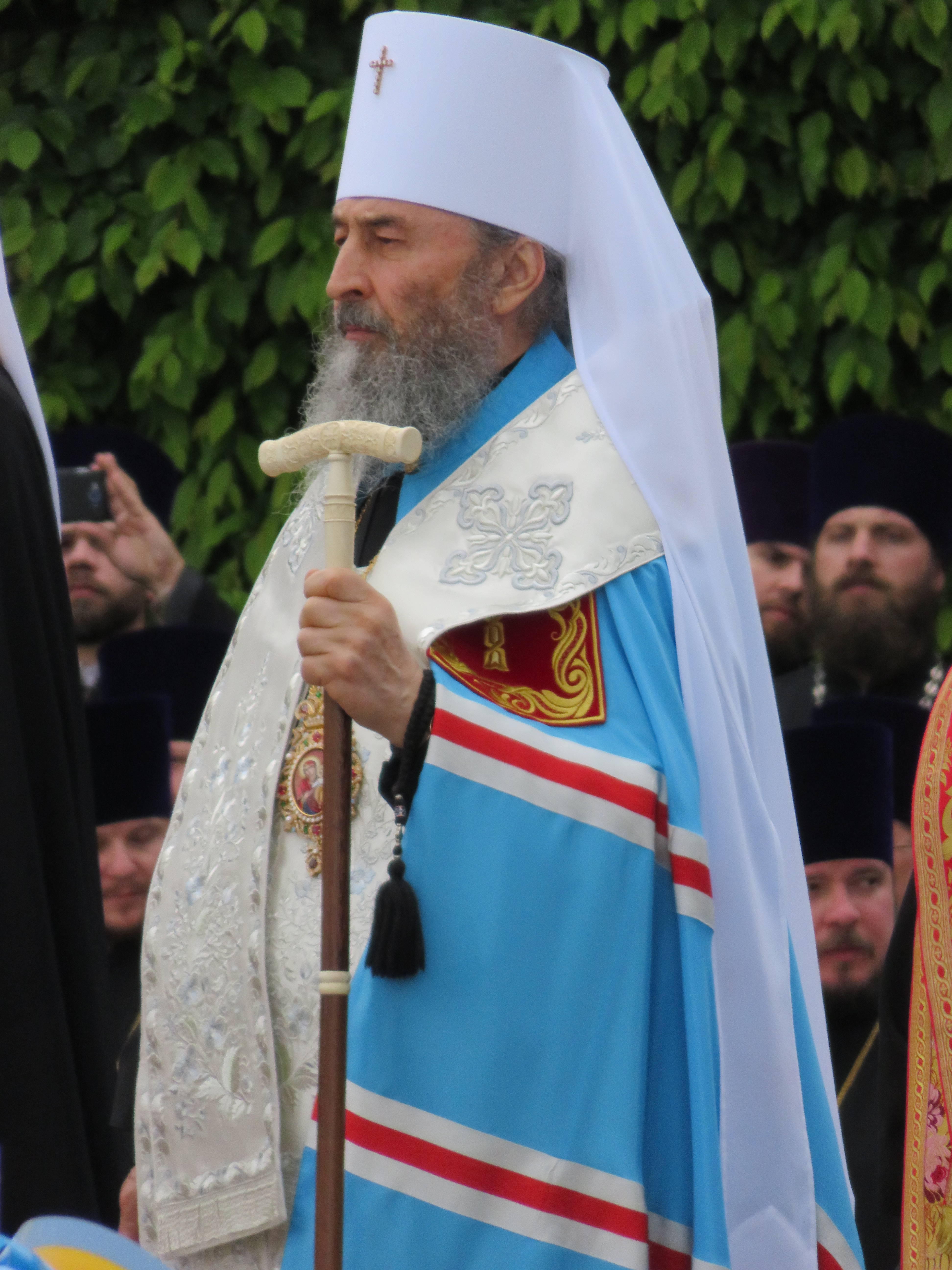
2016 року

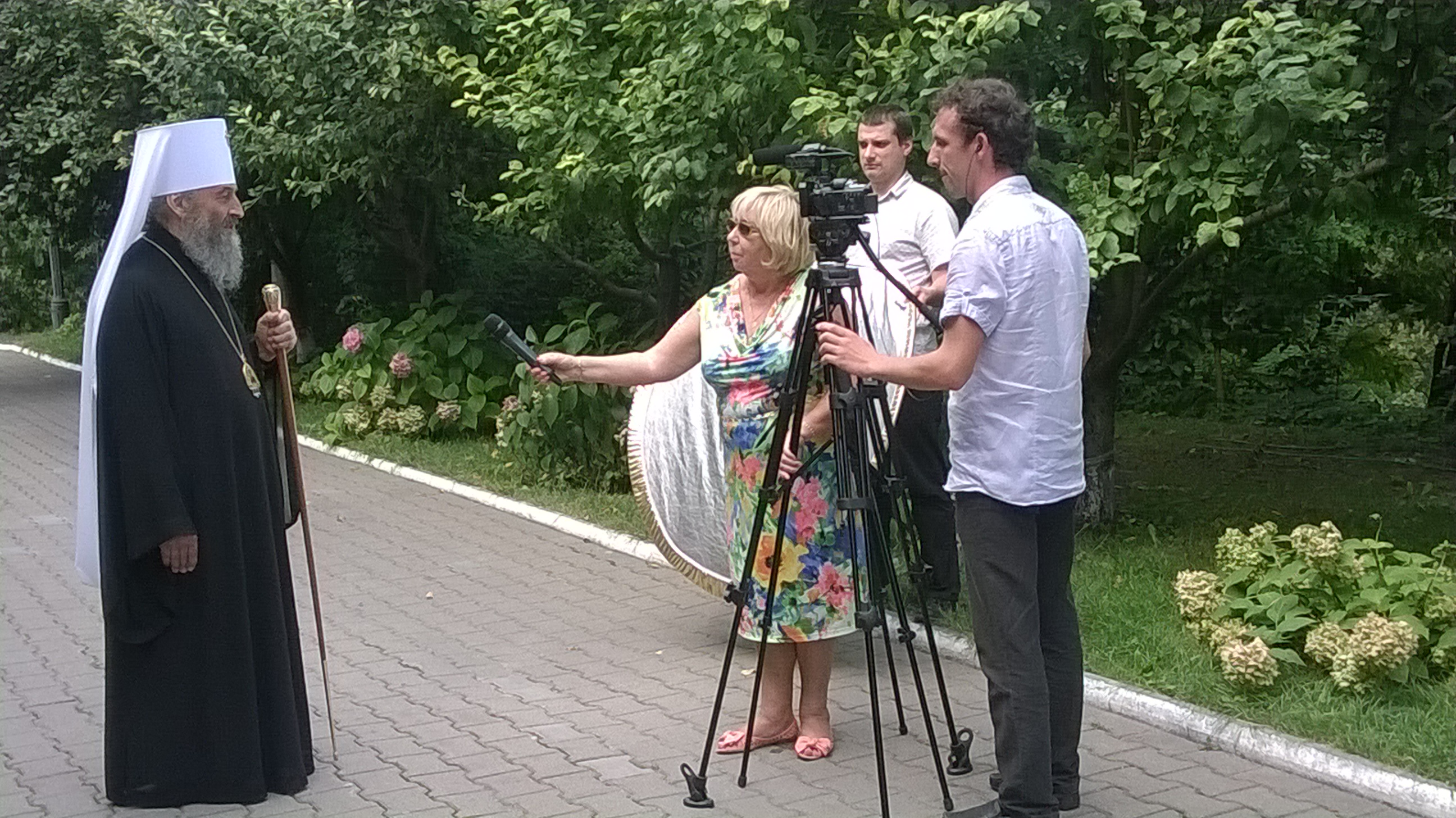
Інтерв'ю 20 серпня 2014-го для недільної передачі УТ-1

Постановою Синоду УПЦ МП від 24 листопада 1990 призначений єпископом Чернівецьким і Буковинським. 9 грудня 1990 у Володимирському соборі хіротонізовано в єпископа Чернівецького і Буковинського.
23 січня 1992 відмовився підписати звернення архієрейської наради Української Православної Церкви до патріарха Московського і всієї Русі Алексія II про прохання пришвидшити процес розгляду документів Собору УПЦ МП (який проходив 1-3 листопада 1991), на якому Онуфрій підтримав автокефалію, поставив підпис в зверненні до РПЦ про надання Церкві України автокефалії про надання автокефалії Церкві в Україні.
23 січня 1992 переведений митрополитом Філаретом на Івано-Франківську кафедру. 7 квітня 1992 відновлений на Чернівецькій кафедрі.
27-28 травня 1992 взяв участь у Харківському Соборі УПЦ МП, зайнявши, разом із більшістю архієреїв, безкомпромісну позицію щодо позбавленого влади на соборі Філарета.
28 липня 1994 возведений у сан архієпископа, став Головою синодальної канонічної комісії, постійним членом синоду УПЦ МП.
22 листопада 2000 зведений у сан митрополита.
14 грудня 2007 синод УПЦ МП призначив митрополита Онуфрія головою Церковного суду Української Православної Церкви.
24 лютого 2014 Синодом УПЦ МП таємним голосуванням обраний на посаду місцеблюстителя Київської митрополичої кафедри, оскільки здоров'я Митрополита Володимира не дозволяло виконання обов'язків Предстоятеля УПЦ МП.
13 серпня 2014 обраний новим Предстоятелем УПЦ МП. Предстоятеля вибрали з 74 кандидатів таємним голосуванням у два тури. Інтронізація відбулася 17 серпня 2014.

### Діяльність архієрея
Будучи ідейним прихильником єдності УПЦ МП з Московським патріархатом не лише інституційно, але й ідеологічно, єпископ Онуфрій 23 січня 1992 року підписав, а потім ще з трьома кліриками відкликав підпис під зверненням архієреїв УПЦ на чолі з Філаретом до Алексія про прохання пришвидшити процес розгляду документів Собору УПЦ про надання автокефалії українській церкві.
27-28 травня 1992 брав активну участь у Харківському соборі, на якому митрополит УПЦ Філарет (Денисенко) був усунутий з посади.
Прихильність до РПЦ не завадила владиці Онуфрію ще в 1990-их (за десятиріччя до налагодження стосунків між РПЦ та РПЦЗ) підтримувати дружні стосунки з Першоієрархом РПЦЗ Лавром (Шкурлою).
Чернівецько-Буковинська єпархія УПЦ МП є проблемною з огляду на постійні намагання РумПЦ поширити свою діяльність на «румуномовні парафії» Чернівецької області. Згідно з канонами, на одній території не повинно бути двох церковних юрисдикцій. Але Північна Буковина колись (1918–1940 та 1941–1944) тимчасово належала до юрисдикції румунської церкви. На цій підставі остання вважала за можливе повернути свій вплив на ці українські території. Водночас УПЦ МП виступила з категоричним протестом проти таких планів, наполягаючи на безпідставності й недружності подібних кроків. В свою чергу Митрополит Онуфрій, з огляду на беззаперечний авторитет як у регіоні, так і в православному світі в цілому, зумів ефективно протидіяти цим намірам та нівелювати усі спроби Румунської Православної Церкви реально відтворити свої структури на цій українській території.
22 листопада 2007 року був учасником переговорів з архієреями РумПЦ, що відбувалися у Троянському монастирі, на яких було вирішено кілька проблемних питань щодо експансії румунської церкви на територію України та Молдови[джерело?].
У 2016 році заявляв, що мова богослужіння має бути виключно церковнослов'янська, бо українською не захочуть служити у східних регіонах. Натомість церковнослов'янська, за його словами «об'єднує всіх народів»
15 грудня 2018 року в результаті створення автокефальної Православної церкви України Онуфрій (Березовський) втратив легітимність титулу Митрополита Київського і всієї України з точки зору Константипольської Православної Церкви. Натомість Російська Православна Церква та деякі інші Православні Помісні Церкви надалі визнають за ним право на цей титул.
28 листопада 2020 року Онуфрій поздоровив єпископа Каліника (Чернишова), занесеного у базу «Миротворець», настоятеля монастиря в Севастополі, вікарія Сімферопольської єпархії УПЦ МП.
28 лютого 2020 року Онуфрій очолив хресну ходу в день свята Симеона Мироточивого Сербської православної церкви у столиці Чорногорії Подгориці. Хода відбулась як протест проти закону, який дозволяє державі отримати власність релігійної громади, якщо вона не може довести, що ця власність належала їй до 1918 року. Після цього посольство України в Чорногорії опублікувало заяву, в котрій зазначило: 
| Розуміючи важливість дотримання принципу відокремлення церкви і держави, ми вважаємо недоречним, щоб представник церкви, яка є невід'ємною частиною Російської православної церкви, митрополит Онуфрій, коментував внутрішні проблеми Чорногорії від імені українців, тим самим ставлячи під загрозу існуючі дружні відносини між українським і чорногорським народами[25]. |
Вільно володіє румунською мовою.

### Праці
- «Пастирське служіння преподобного Іова, ігумена Почаївського»
- Акафіст Боянській іконі Божої Матері

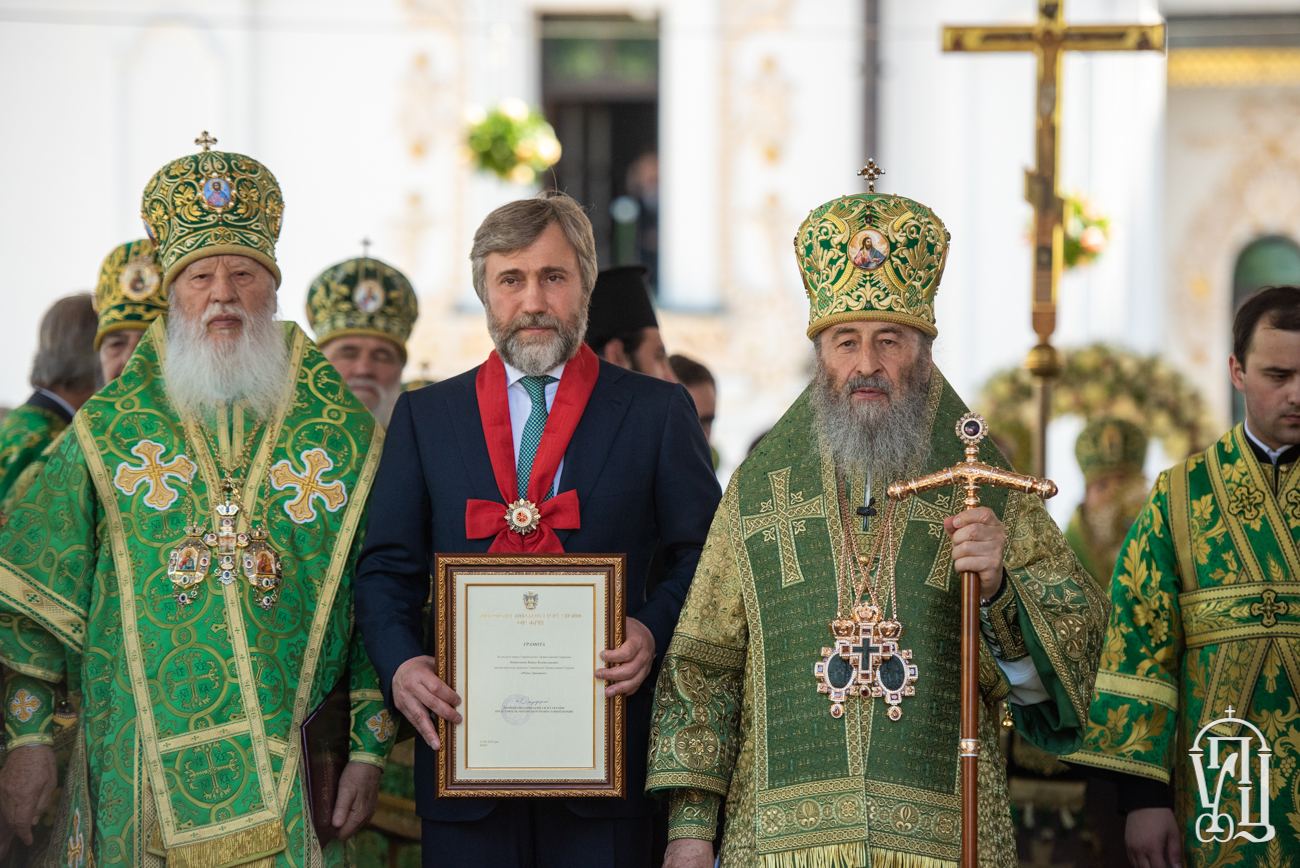
Онуфрій з проросійським політиком Вадимом Новинським, 2019

## Політична позиція
У листопаді 2008 року Онуфрій вказав на Голодомор як наслідок хвилі атеїзму, яка огорнула народ після революції 1917 року:
Якщо ми віруючі люди, ми маємо на це подивитися з духовної точки зору. Ми знаємо, що сталося з нашим суспільством після революції 1917 року, яким було повстання людей проти Бога. Як руйнували храми, знищували ікони, ображали православні святині. А Бог не б'є палицею, Бог іншими способами врозумляє людину.
У контексті війни на Сході України Онуфрій називає терористів «ополченцями». Також предстоятель РПЦвУ вказував, що Україна — це «буферна зона» між Сходом і Заходом. Говорячи про євроінтеграцію України, застерігає, що легалізація гомосексуальних шлюбів та абортів у ряді Європейських країн «суперечить заповідям».
Президент Петро Порошенко висловлював підтримку митрополиту: «Я дуже радію, що одразу після обрання Ви висловили тверде переконання продовжувати пошук миру, злагоди та об'єднання, якого сьогодні конче потребує Україна. Як і Церква потребує діалогу єднання»; «Ми молимося, щоб Церква вистояла і принесла мир, милосердя і християнські цінності на нашу землю. Держава і я, як Президент, є надійною опорою у Вашій Божій справі. І мої очі, і моє серце, і двері завжди будуть відкритими для Вас».
5 серпня 2014 року митрополит Онуфрій, в інтерв'ю пресслужбі УПЦ (МП), виступив із засудженням військового конфлікту на Сході України, назвавши його «братським кровопролиттям».
8 травня 2015 року на урочистому засіданні Верховної Ради України, присвяченому 70-й річниці перемоги над нацизмом в Європі, коли президент Петро Порошенко зачитував прізвища 21 вояка, котрі за участь у АТО отримали звання Героя України, (серед них 10 — посмертно), представники УПЦ (МП) Архієпископ Іона (Черепанов), Митрополит Антоній (Паканич) на чолі з її предстоятелем Онуфрієм демонстративно продовжували сидіти, хоч всі присутні, навіть запрошені на засідання іноземні гості, встали та привітали військовиків аплодисментами. Пізніше Онуфрій пояснив свої дії в ВРУ не як «знак неповаги до героїв України», а на «знак протесту проти війни як явища».
У вересні 2018 року включений до бази сайту Миротворець як «агент впливу РПЦ і противник створення незалежної помісної Церкви в Україні». На це відреагував глава пресслужби УПЦ МП Василь Анісімов: «Наша демократична, страшенно європейська країна реанімує у себе найбридкіші та найзлочинніші діяння тоталітаризму».

У вересні 2020 року Онуфрій назвав російсько-українську війну «конфліктом» і закликав «сторони» до «встановлення людського спілкування». Також він закликав не демонізувати проросійські угрупування «Л/ДНР» і вести з ними діалог та поважати їх. Крім того Онуфрій висловився проти того, щоб бандформування військові найманці Л/ДНР вважались ворогами, а фіналом діалогу України із ними має бути «прощення».
«Першим кроком на шляху до миру має бути встановлення людського спілкування між обома сторонами конфлікту… Саме з усвідомлення обох сторін того, що мир можливий, почне припинятися всіляка демонізація противника, яким сьогодні підживляється кожне збройне зіткнення. Саме з поважного відношення конфліктуючих сторін один до одного і розпочинається продуктивний миротворчий процес… Миротворчий процес зосереджується зовсім на інших цінностях: мирному співіснуванні, компромісі, договорі… У миротворчому процесі суперник перестає бути ворогом, якого треба знищити, він стає стороною, яку потрібно інтегрувати в майбутнє країни і з якою треба розбудовувати спільне життя. Миротворчий процес народжує одне дуже важливе бажання — це бажання знайти точки спільних інтересів конфліктуючих сторін… Фіналом миротворчого процесу має бути взаємне прощення… тому, що минулого вже не змінити…».
У своїх пасхальних і різдвяних посланнях 2020—2021 року митрополит Онуфрій ігнорує теми російсько-української війни й ніколи не називає Росію — країною агресором чи окупантом. В УПЦ МП ігнорування своїм предстоятелем політичних проблем пояснюють його аполітичністю, а також відокремленністю Церкви від держави.
У своїй проповіді 6 червня 2021 року закликав ігнорувати світські закони, «якщо вони суперечать божественним».
24 лютого 2022 року Онуфрій закликав президента країни-агресора Путіна негайно припинити «братовбивчу війну», він також висловив підтримку українським воїнам.
27 травня того ж року УПЦ МП провели собор. Він ухвалив постанову, в якій висловив незгоду з позицією голови РПЦ Кирила щодо війни проти України, а також доповнення та зміни до статусу про управління УПЦ МП.
У квітні 2023 року опубліковане журналістське розслідування, в якому йдеться про те, що Орест Березовський понад 20 років має російське громадянство й двічі отримував російський закордонний паспорт. Згодом інше російське видання підтвердило, що Березовського не було в переліку анульованих російських паспортів. Сам Онуфрій заявив, що «вважає себе громадянином виключно України» та «полишив російське громадянство».
2 липня 2025 року Президент України Володимир Зеленський підписав указ про припинення громадянства України Ореста Березовського.

## Нагороди
- Орден Дружби (РФ, 11 липня 2013) — за великий внесок у розвиток дружніх відносин між народами і зміцнення духовних традицій (Указ Путіна від 11.07.2013 р № 619)[49][50][51]
- Орден преподобного Сергія Радонезького I ступеня(РПЦ), 23 жовтня 2014 в Росії нагородив його Московський Патріарх Кирил (Гундяєв).[52][53]
- Орден святителя Іннокентія, митрополита Московського і Коломенського[ru], ІІ ступеню (2003) АПЦ — за подвижницьку працю із розвитку православ'я на Буковині[54]
- наперсний хрест (1973)
- Орден Святого апостола Андрія Первозванного (25 червня 2019) — за пастирський труд (рішення Священного Синоду УПЦ московського патріархату).[55]
- Орден Святого царя Костянтина (Сербська православна церква; 2019)[56]
- Орден Святого рівноапостольного великого князя Володимира I ступеня (2019) — зважаючи на ревні архіпастирські труди та у зв'язку з 75-річчям від дня народження[57]
- Орден Святого Петра II Ловченського Тайновидця (Чорногорсько-Приморська митрополія Сербської православної церкви; 2020 рік)[58]
- Орден преподобного Серафима Саровського I ступеня (2021)[59]

## Офіційне титулування
Як керівника релігійної організації УПЦ МП його попереджено Константинопольською православною церквою, що після 15 грудня 2018 року, виборів предстоятеля української церкви, представники Московської патріархії не зможуть еклезіологічно й канонічно носити титул митрополита Київського, що використовують вони зараз, порушуючи умови офіційних документів 1686 року.
Аналогічна ситуація двох Митрополитів Київських вже була в історії: «Протягом XIV—XV ст. єдина Київська Митрополія відповідно до державного поділу кілька разів розділалася на Київську і Московську частини, на чолі яких стояли окремі митрополити. Київська Митрополія перебувала у складі Константинопольської Матері-Церкви до 1686 року, коли вона не за приписами канонічних правил, а насильством і підкупом була приєднана до Московського Патріархату». (Історико-канонічна декларація УПЦ КП, 2007; с. 35).
Згідно з законодавством України, у Міністерстві юстиції зареєстрована «УПЦ МП», предстоятель якої, згідно зі статутом, має титул «Митрополит Київський». Тобто, за законами України у перехідний період одночасно щонайменше два православних архієрея мають титул Митрополит Київський; крім них, цей же титул має Патріарх Святослав (УГКЦ). Так само, з 1992 року за законами України одночасно два православних архієрея можуть мати титул митрополит (чи архієпископ) Сумський та Охтирський, тощо.